# Тигільський район
Тигі́льський район (рос. Тигильский район) — адміністративний район в складі Камчатського краю Росії. До 1 липня 2007 року входив до складу Корякського автономного округу Камчатської області.
На північному сході район межує з Карагінським, на сході — з Усть-Камчатським, на півдні — з Бистрінським та Соболевським районами. На заході омивається затокою Шеліхова Охотського моря. Довжина району з півночі на південь — 580 км, із заходу на схід — 220 км.
Площа району становить 63 500 км².
Чисельність становить 5153 особи (2009), з них корінних народів — 2,2 тис.

## Населені пункти
- Тигіль — 1 960 осіб
- Усть-Хайрюзово — 1 280
- Седанка — 658
- Лісна — 504
- Ковран — 286
- Хайрюзово — 257
- Воямполка — 208

## Економіка
Промисловість представлена кількома рибоконсервними та лісообробними підприємствами. В селах Усть-Хайрюзово та Тигіль є аеропорти та вертолітні майданчики, порт в Усть-Хайрюзово.